# Djibouti
Djibouti (arabiska: جيبوتي Jībūtī; franska: Djibouti), formellt Republiken Djibouti (arabiska: جمهورية جيبوتي; franska: République de Djibouti), är en republik och suverän stat i Östafrika, på Afrikas horn. Landet blev självständigt från Frankrike 1977. Ismail Omar Guelleh är president sedan 1999 .
Landet gränsar i norr till Eritrea, i nordväst och väster till Etiopien och i söder till Somalia. Det har ett viktigt strategiskt läge vid sundet Bab al-Mandab som skiljer Röda havet från Adenviken och är genomfartsland för varor till och från östra Afrika. Landet är det tredje minsta på det afrikanska fastlandet. Huvudstaden har samma namn som landet, Djibouti.
Djibouti anlades 1888  av fransmännen som en hamnstad vid Tadjouraviken i Adenvikens inre del. Området kring Tadjouraviken var fransk koloni med Djibouti som huvudstad till 1977 då det blev självständigt.

## Namn
Landets namn Djibouti är taget efter huvudstadens namn. Var huvudstadens namn härstammar från är osäkert.

## Historia

### Tidig historia
Det karga och torra ökenlandskapet i Djibouti bjöd inte in till jordbruk, och det var i huvudsak nomader som befolkade området. Området ingick liksom Eritrea, Etiopien och Somalia i de landområden som förmodas ha ingått i det forntida riket Punt 1450 f.Kr. Under antiken uppkom Kungariket Aksum i Eritrea och Etiopien, som tycks ha utsträckt sin makt eller i varje fall sitt inflytande söderut till det område som sedan blev Djibouti.
Från Etiopien (Abessinien) och Eritrea kom Afar-klanen, och från det muslimska kungariket Adal i söder kom Issa-klanen, ett somaliskt folk. Afarerna bestod av flera olika klaner och sultanat. Området mellan det kristna Etiopien och röda havet var muslimskt och bestod av flera små muslimska stater. Under medeltiden dominerades området av de muslimska sultanaten Ifat (1275–1403) och Adal (1415–1577).
Islam spred sig tidigt med missionärer från andra sidan röda havet till Djibouti, där det redan under 600-talet ska ha funnits moskéer.  
Araberna kontrollerade handeln i regionen fram till 1500-talet, då portugiserna började konkurrera om handeln. När de expanderade längre österut, återtog araberna dominansen och etablerade en handelspost vid kusten i centrala Djibouti idag. Handelsstationen var kopplad till den etiopiska platån via karavanvägar.
Under 1800-talet behärskades Djibouti en kort tid av Egypten, innan fransmännen fattade intresse för området. 

### Kolonialtiden
Frankrike fick fotfäste i området vid 1800-talets mitt. Då tecknades avtal med Afar-sultanerna om att få inrätta en fransk koloni i området från 1862.
Territorierna Obock och Tadjoura blev franska protektorat 1884. Ytterligare avtal tecknades med de etniska somalierna 1885.  Protektoraten slogs samman till kolonin Franska Somaliland 1896.
1967 bytte landet namn  till Franska Afar- och Issaterritoriet. 1977 blev det självständiga landet Djibouti.

### Självständigheten
Djiboutis förste president Hassan Gouled Aptidon (issafolket) skapade en auktoritär enpartistat och tjänstgjorde som president i tre sexårsperioder.
Oroligheter bland landets afar-minoritet under 1990-talet ledde till motsättningar; afarerna iscensatte flera kuppförsök och bojkottade 1992 års val. Under 1994 inleddes fredsförhandlingar.
Fram till millennieskiftet har landet präglats av diktatur, då endast ett parti varit tillåtet,av fattigdom och inbördeskrig.
Efter millennieskiftet har vissa förbättringar skett. Det har avtalats om maktdelning och flerpartisystem, vilket avslutade inbördeskriget. Samtidigt har det funnits pågående konflikter med Eritrea.
Flera länder har etablerat militärbaser i landet. Flyktingströmmarna från närliggande länder är stora, arbetslösheten hög och utbildningsnivån låg.
Landet är beroende av bidrag men är sen millennieskiftet stabilt.

## Geografi

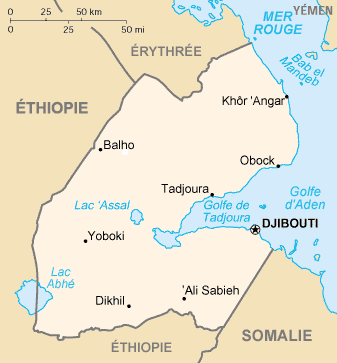
Djibouti.

### Topografi
Stora delar av Djibouti består av stenöken med vidsträckta lavafält och vulkaniska kullar, som på enstaka ställen reser sig över 1 500 meter över havet. Högst når Moussa Ali Terara på gränsen mot Etiopien och Eritrea, med 2 021 meter över havet (också uppmätt till 2 063 meter över havet). 
Förkastningar som löper parallellt med Rödahavsförkastningen har skapat sänkor där Hanléslätterna och saltsjöarna Alol och Assal ligger. Assal ligger cirka 155 meter under havsytan, och är Afrikas lägsta punkt.

### Hydrografi
Tadjouraviken, som är en vik i Adenvikens inre västra del, skär långt in i landet och staden Djibouti ligger vid mynningens södra kust. Andra städer är Ali Sabieh, Tadjourah, Obock och Dikhil. Abbesjön i väst, på gränsen mellan Djibouti och Etiopien, är känd för ett rikt fågelliv (flamingor, pelikaner, ibisar). Bara någon procent av ytan är odlingsbar.

### Klimat
Djibouti har ett ökenklimat med extrem värme. Klimatet är mer tryckande ute vid kusten än i inlandet på grund av hög luftfuktighet. 
Huvudstaden Djibouti har en årlig medeltemperatur på 30 °C; den kallaste månaden är januari, med 25 °C i medel (dygnsmaximum 29 °C), medan den varmaste är juli med 37 °C (dygnsmaximum 43 °C). 
Stora delar av landet ligger i regnskugga och får lite nederbörd. Den årliga nederbördsmängden är cirka 125 mm vid kusten och upp till 500 mm i bergen. Det mesta av nederbörden faller i perioden oktober–april.
Landet är periodvis drabbat av torka, och ibland orsakar störningar från Indiska oceanen svåra regn med översvämningar som följd.

### Växt- och djurliv
Vegetationen består mestadels av taggiga buskar och ökenbuskar, bortsett från små skogsområden på vissa höjder. Längs de flodfåror som periodvis för vatten växer doumpalmer, och vid kusten finns sträckningar med mangroveträsk. 
Djurlivet omfattar bland annat sjakal, antilop och gasell.
Kusten utanför Djibouti är en känd samlingsplats för valhajar (världens största fisk) under vintermånaderna.

### Naturskydd
Landets främsta miljöproblem är brist på dricksvatten, mycket begränsad tillgång på odlingsbar mark, ökenspridning och att vissa djurarter är utrotningshotade. Därutöver ligger Djibouti i en aktiv vulkanzon. Jordskalv kan också förekomma.

## Styre och politik

### Författning och styre
Enligt konstitutionen är Djibouti en demokratisk republik med en kammare. Systemet är tydligt influerat av Frankrike.
Kammaren har 65 ledamöter som väljs vart femte år. Denna är lagstiftande. Konstitutionen är från 1981. Då tilläts endast ett parti. 1992 blev fyra partier tillåtna. 2002 avskaffades begränsningen. 
Presidenten har den verkställande makten. Fram till 2010 kunde presidenten återväljas en gång. Val hölls vart sjätte år. Efter 2010 ändrades konstitutionen och presidenten kan återväljas fler gånger, samtidigt blev mandatperioderna kortare och val ska hållas vart femte år.

### Administrativ indelning
Djibouti är administrativt indelat sex distrikt, cercles, (i fem regioner och en stad): Ali Sabieh, Arta, Dikhil, Djibouti, Obock och Tadjourah. Varje region har en regionhuvudstad med samma namn som regionen. Hela landet utgör dock en valkrets.

### Politik
I samband med att landet blev självständigt från Frankrike år 1977 utsågs Hassan Gouled till president. År 1981 valdes Hassan Gouled till president för sex år. Han återvaldes åren 1987 och 1993. Han anklagades för att gynna sin egen klan Issa och periodvis förekom strider mot afarerna i landet. År 1994 skrevs ett avtal om maktdelning mellan president och premiärminister.
Presidentval hölls år 1999 och Gouled valde i samband med detta att avgå. Hans brorson Ismail Omar Guelleh efterträdde honom som ledare för partiet och valdes till president. I syfte att avsluta inbördeskriget i landet skrevs ett fredsavtal år 2001. Två år senare gick regeringspartiet samman med tre andra partier och bildade det nya partiet UMP. I parlamentsvalet som hölls samma år fick de samtliga platser i parlamentet trots att de bara fick 66% av rösterna.
År 2005 återvaldes Ismail Omar Guelleh till president med samtliga röster efter att motståndaren drog tillbaka sin kandidatur. 
Tre år senare hölls nytt parlamentsval. En del partier förbjöds då att kandidera och andra partier bojkottade valet. Samtliga platser i parlamentet tilldelades det redan sittande regeringspartiet UMP. År 2011 hölls presidentval. Ismail Omar Guelleh vann igen efter att oppositionen bojkottat valet.
År 2013 hölls parlamentsval. Oppositionen organiserade sig i ett nytt parti USN. De nådde framgång, men UMP behöll majoritet i parlamentet.
År 2016 ställde Ismail Omar Guelleh upp i presidentvalet. Han anklagades för valfusk och politisk förtryck. Dock godkände Afrikanska Unionens valobservatörer valet. Guelleh stannade kvar som president.
År 2018 hölls nytt parlamentsval. Delar av oppositionen förbjöds att ställa upp medan andra bojkottade valet. UMP vann en majoritet i parlamentet.
År 2021 hölls presidentval. Alla seriösa motståndare bojkottade valet. Sittande presidenten återvaldes. Endast 215 000 invånare var registrerade för att rösta.

### Lista över Djiboutis presidenter
| Namn                  | Ämbetsperiod              |
| --------------------- | ------------------------- |
| Hassan Gouled Aptidon | 27 juni 1977 – 8 maj 1999 |
| Ismail Omar Guelleh   | 8 maj 1999 –              |

### Rättsväsen
Rättssystemet är indelat i tre separata domstolssystem. Ett sedvanligt, ett sharia och ett västerländskt.

### Internationella relationer
Djibouti är medlem i ett antal internationella samarbetsorganisationer. Däribland:

#### FN-organ[32][17]
Förenta Nationerna, UNESCO, UNCTAD, UNHCR, UNIDO, UNWTO, Världshälsoorganisationen (WHO), FN:s livsmedels- och jordbruksorganisation (FAO), Internationella fonden för jordbruksutveckling (IFAD), Internationella teleunionen (ITU), FN:s mission för arrangerandet av en folkomröstning i Västsahara (MINURSO), Världspostföreningen (UPU), World Intellectual Property Organization (WIPO), ICAO, Meteorologiska världsorganisationen (WMO).

#### Övriga organisationer
ACP, Afrikanska utvecklingsbanken (AfDB), AFESD, AMF, Afrikanska Unionen (AU), CAEU (kandidatland), COMESA, G-77, IBRD, ICCt, ICRM, IDA, IDB, International Federation for Choral Music (IFC), Röda Korset (IFRCS), Intergovernmental Authority on Development (IGAD), ILO, Internationella valutafonden, IMO, Interpol, IOC, IOM, IPU, Internationella fackliga samorganisationen (ITUC) (NGOs), LAS, MIGA, NAM, Organization of Islamic cooperation, OIF, Organisationen för förbud mot kemiska vapen (OPCW), Världshandelsorganisationen, WFTU (NGOs).

### Försvar
Djibouti har en stark närvaro av utländska militärbaser. Förutom Frankrike, som behöll sina två militärbaser efter att Djibouti blev självständigt, så har även Kina, Japan, Italien och USA var sin militärbas. Dessutom används de franska militärbaserna även av Tyskland och Spanien.
Avtalet med USA om inrättandet av den amerikanska militärbasen Camp Lemmonier i Djibouti, undertecknades år 2003.
År 2017 invigde Kina sin första utländska militärbas, i Djibouti..

## Ekonomi och infrastruktur
Djibouti är fattigt och därför starkt beroende av bistånd från Frankrike. BNP per capita (2018) var 2050 amerikanska dollar. Valutan var Franc.
Ekonomin är grundad på tjänster förknippade med landets strategiska läge och status som frihandelszon. 
Landets viktigaste inkomstkälla är handeln och transittrafiken över huvudstaden, främst från Etiopien; järnvägen Addis Abeba–Djibouti blev klar 1917. Som internationell frihamn har staden dock lidit svårt avbräck under krigen på Afrikas horn.
Ungefär en halv miljon människor bor i huvudstaden Djibouti. Arbetslösheten är hög. Många från landsbygden letar sig in till huvudstadsområdet i jakten på jobb, men att få jobb i den formella sektorn är svårt. De flesta i de urbaniserade områdena arbetar med handel och tjänster i den informella sektorn. Resterande del av befolkningen arbetar i huvudsak med arbetsintensivt jordbruk, djurhållning och fiske.

### Näringsliv

#### Jord- och skogsbruk, fiske
År 2018 kom endast 2% från jordbruket.
På grund av den ringa nederbörden är odlingsmöjligheterna begränsade och nästan alla livsmedel måste importeras.

#### Energi och råvaror
Det finns nästan inga naturresurser, men utländska företag ska bryta det guld som hittats, och industrin har mycket liten omfattning.

#### Industri
År 2018 kom 17% från industrisektorn.

#### Tjänster och turism
År 2018 kom 81% av BNP från servicesektorn. 

### Handel
Exporten uppgick 2017 till 161 miljoner amerikanska dollar. Dom viktigaste exportprodukterna var boskap, skinn och kaffe. Dom viktigaste exportländerna var Etiopien, Somalia och Qatar. Importen uppgick år 2017 till 726 miljoner amerikanska dollar. Dom viktigaste importprodukterna var livsmedel, transportutrustning och kemikalier. Dom viktigaste importländerna var Förenade arabemiraten, Frankrike och Saudiarabien.
År 2018 skapade Djibouti en frihandelszon med hjälp av kinesiska investeringar. Detta i ett försök att utveckla landet som regionens handels- och logistikcentrum.

### Infrastruktur

#### Utbildning och forskning
Formellt sett är det sex års obligatorisk skolgång i landet, men år 2000 gick bara 40 % av barnen i skolpliktig ålder i skolan, medan 18 % gick i högre skola. Omkring 32 procent av befolkningen var år 2003 analfabeter. Utrikespolitiska Institutet skriver att ungefär 50% av barnen fullföljde grundskolan 2017. Samtidigt var ungefär 25% av invånarna analfabeter. Generellt är utbildningsnivån låg.

## Befolkning

### Demografi
Medellivslängden 2011 beräknades till cirka 44 år för kvinnor och 42 för män. År 2020 hade den förväntade medellivslängden ökat markant och för kvinnor respektive män var den 68,7 respektive 64,6.
Enligt FN var födelse- och dödstalen under perioden 1995–2000 42,3 respektive 17,2 promille. Spädbarnsdödligheten uppskattades 2011 till knappt 55 döda per 1000 födda. 2020 till 33,4 döda per 1000 födda

#### Etniska grupper
Den största folkgruppen i Djibouti är somalier (över 70%) främst från Issa-klanen, men även somalier från andra klaner bor i landet. 2020 uppkattades drygt 60% av befolkningen tillhöra Issa-klanen, som ursprungligen kommer från Somalia.
Den resterande gruppen är afarerna (som även bor i delar av Etiopien och Eritrea) med cirka 35%. Afarerna är koncentrerade till de norra och västra delarna av landet, medan somalierna återfinns i söder och innehar huvudstaden. Afarspråket står språkligt mycket nära somaliskan då båda folken är av kushitisk härkomst samt talar kushitiska språk. Båda folken är muslimer.
Dessutom finns mindre grupper av européer (huvudsakligen fransmän) och araber. Befolkningen är starkt koncentrerad till huvudstadsområdet. Många djiboutier lever som nomader, men dessa är svårt drabbade av upprepade torkperioder, och många har flyttat in till städerna.

#### Migration
År 2017 trädde en ny flyktinglag i kraft som ska bidra till att integrera landets 27 000 flyktingar och asylsökande i det nationella sjukvårds-, arbetslivs- och utbildningssystemet.

### Språk
Franska och arabiska är officiella språk. Det dominerande talspråket är somaliska vilket är det största språket i landet. Afar talas även och det dominerande språket är Saho-Afar.

### Religion
Islam är statsreligion. 2021 beräknades 94% vara sunnimuslimer, ca 6% vara kristna och en mycket liten andel vara anhängare av inhemska religioner.

### Sociala förhållanden
Att tugga drogen kat är vanligt och är en social sedvänja.
Homosexualitet är tillåtet men offentlig hängivenhet kan räknas som brott mot god moral, vilket inte är tillåtet.
9 av 10 av kvinnorna könsstympas 2021 trots att det är olagligt i landet.

### Hälsa
De vanligaste dödsorsakerna, enligt uppgifter från år 2019, var hjärtsjukdomar följt av stroke och nedre luftvägsinfektioner.

### Övriga befolkningsdata
Den senaste folkräkningen hölls den 29 maj 2009 och avsåg den faktiska (de facto) bosatta befolkningen i Djibouti, som uppgick till 818 159 invånare (varav 440 067 män och 378 092 kvinnor).
En tidigare folkräkning hölls även 1960, då befolkningen (de facto) uppgick till 81 200 invånare.
Invånartalet i Djibouti uppskattades i juli 2017 av The World Factbook till 865 267 invånare, av Förenta nationerna (befolkning den 1 juli 2016) till 900 000, av Internationella valutafonden till 993 000 (för år 2016) samt av Världsbanken (juli 2016) till 942 333 invånare.
Alla uppgifter om folkmängd är behäftade med stor osäkerhet, bland annat på grund av de många flyktingar och illegala immigranter, särskilt från Etiopien och Somalia, som befinner sig i landet.

## Kultur

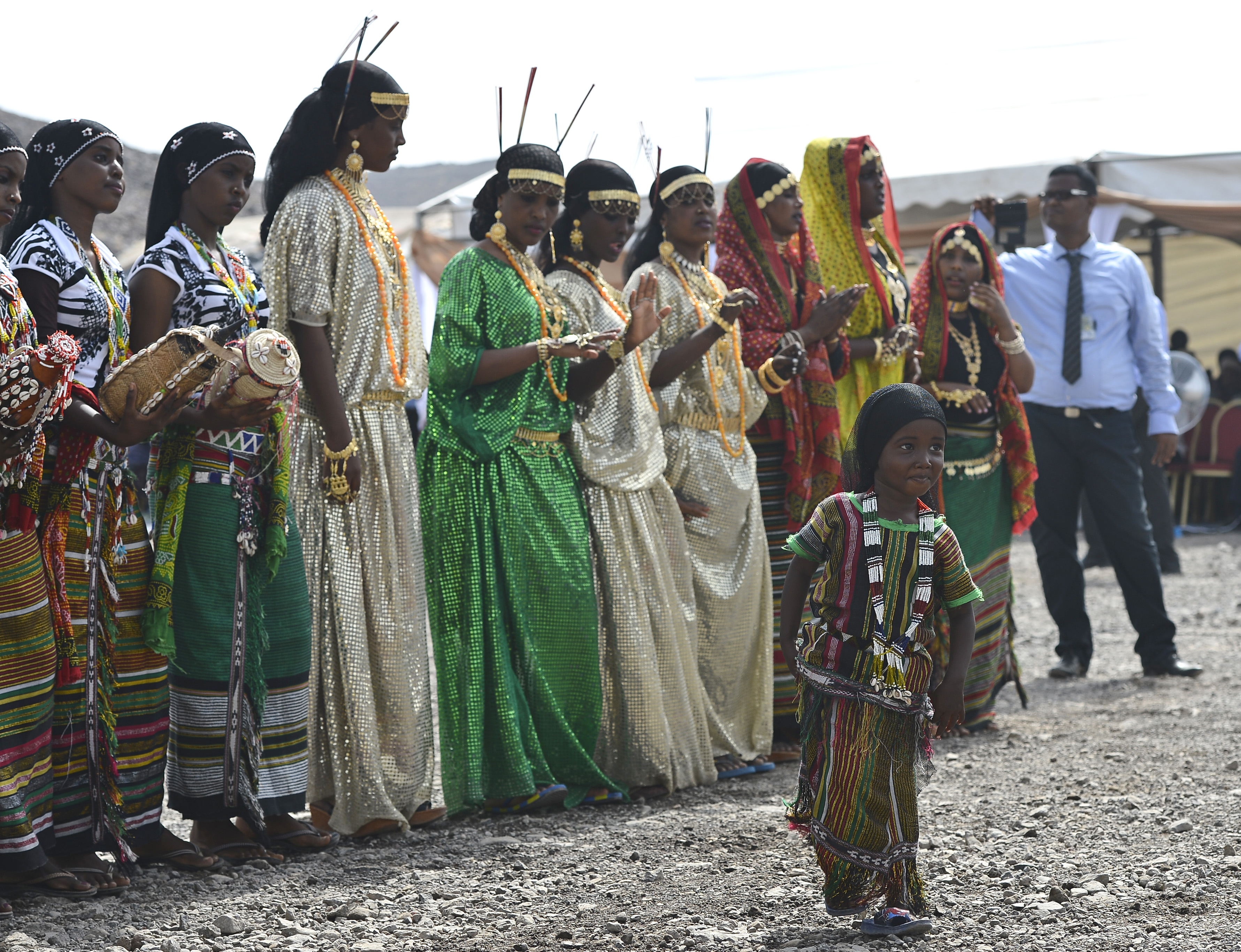
Djiboutiska kvinnor klädda i traditionella Afar och Issakläder

### Massmedier

#### Press och förlag
Två dagstidningar ges ut och ett veckomagasin.

#### Radio och television
Medierna kontrolleras helt av staten. Radio och TV sänds på franska, arabiska, somaliska och Saho-afar. 2017 hade 12% av befolkningen tillgång till internet.

### Konstarter

#### Musik och dans
Traditionella musikinstrument inkluderar bollyra och stränginstrumentet oud.

### Traditioner

#### Helgdagar och högtider
Traditionella muslimska högtider firas liksom landets självständighetsdag den 28 juni.

#### Matkultur
Maten är en blandning mellan det afrikanska och franska köket. Vanligtvis dricks mineralvatten eller juice.
Nationalrätter "Yemeni fish" är en stark fiskrätt traditionellt bakad i ugn med en chilipasta. Alkohol är tillåtet att dricka men berusat uppträdande kan leda till fängelse.

#### Kläder och mode
Klädseln är konservativt muslimskt, men är välkända för sina multifärgade sarongsliknande tyger, futa.

### Idrott
Sport är en viktig del av Djiboutis kultur. Löpning tillsammans med fotboll är de populäraste sporterna.

## Internationella rankningar
| Organisation                                | Undersökning                   | Rankning   |
| ------------------------------------------- | ------------------------------ | ---------- |
| Heritage Foundation/The Wall Street Journal | Index of Economic Freedom 2019 | 169 av 180 |
| Reportrar utan gränser                      | Pressfrihetsindex 2019         | 173 av 180 |
| Transparency International                  | Korruptionsindex 2018          | 124 av 180 |
| FN:s utvecklingsprogram                     | Human Development Index 2018   | 171 av 189 |